# Spathularia
Spathularia is een geslacht van schimmels behorend tot de familie Cudoniaceae. De typesoort is de spatelzwam (Spathularia flavida).

## Soorten
Volgens Index Fungorum bevat het geslacht 12 soorten:
| Soortnaam                        | Auteur(s)          | Publicatiejaar |
| -------------------------------- | ------------------ | -------------- |
| Spathularia alpestris            | (Rehm) Rahm        | 1966           |
| Spathularia badipes              | (Pat.) Gillet      | 1886           |
| Spathularia bifurcata            | Y. Otani           | 1982           |
| Spathularia crispa               | Corda              | 1838           |
| Spathularia flavida (Spatelzwam) | Pers.              | 1794           |
| Spathularia heterospora          | E.K. Cash & Corner | 1958           |
| Spathularia linguata             | A.E. Johnson       | 1878           |
| Spathularia minima               | Maire              | 1901           |
| Spathularia neesii               | Bres.              | 1884           |
| Spathularia nigripes             | (Quél.) Sacc.      | 1889           |
| Spathularia pectinata            | Rahm               | 1966           |
| Spathularia pilatii              | Velen.             | 1939           |
| Spathularia rufa                 | Sw.                | 1812           |
| Spathularia rufa                 | Nees               | 1816           |
| Spathularia rugosa               | Peck               | 1898           |